# 前541年
| 千纪： | 前1千纪 |
| 世纪： | 前7世纪 \| 前6世纪 \| 前5世纪 |
| 年代： | 前570年代 \| 前560年代 \| 前550年代 \| 前540年代 \| 前530年代 \| 前520年代 \| 前510年代 |
| 年份： | 前546年 \| 前545年 \| 前544年 \| 前543年 \| 前542年 \| 前541年 \| 前540年 \| 前539年 \| 前538年 \| 前537年 \| 前536年                                                                      |
| 纪年： | 周景王四年 魯昭公元年 齐景公七年 晋平公十七年 秦景公三十六年 宋平公三十五年 楚郏敖四年 卫襄公三年 陈哀公二十八年 蔡灵侯二年 曹武公十四年 郑简公二十五年 燕惠公四年 吴王馀眛三年 杞文公九年 |

## 大事記
- 太原之战：晋国向北扩张，大夫魏舒击败无终和群狄。
- 楚国公子围篡权，成为楚灵王。
- 秦国公子鍼奔晋。
- 黄河上第一座浮桥蒲津桥始建。
- 吴王馀祭筑固城。

## 逝世
- 趙文子，趙氏領袖，前598年出生。